# 克里斯托夫·施默尔策
克里斯托夫·施默尔策（德語：Christoph Schmölzer，1962年11月30日—），奥地利男子赛艇运动员。他曾代表奥地利参加世界赛艇锦标赛，获得三枚金牌、二枚银牌和一枚铜牌。他也曾参加1996年夏季奥运会。